# Io dentro
Io dentro, pubblicato nell'ottobre 1977, è diciannovesimo album in studio della cantante italiana Ornella Vanoni.

## Descrizione
Gran parte dei brani portano la firma di Gianni Belleno, Vittorio De Scalzi, Ricky Belloni e Giorgio D'Adamo, tutti e quattro componenti dei New Trolls.
La prima edizione del disco esce insieme a Io fuori in due copertine separate in busta laminata unite ad un poster pieghevole dai toni verde/argentei raffigurante una Ornella vestita e truccata da pierrot. L'edizione francese del disco, edita dalla Decca, presenta una soluzione grafica differente. I due vinili, con identiche scalette, sono contenuti in una copertina doppia, apribile, dall'idea di Luciano Tallarini e con le illustrazioni di Gianni Ronco posizionate sul fronte, "Io Fuori", e sul retro, "Io Dentro". Il poster, identico all'edizione italiana ma stampato con tonalità blu/argento, è presente all'interno come allegato
Alla pubblicazione dei due album seguirà un tournée in cui la cantante è stata accompagnata dai New Trolls (tranne Nico Di Palo, sostituito da Giorgio Usai). L'anno successivo Ornella è co-conduttrice dello show serale Rai "Due come noi" dove in ogni puntata canta una canzone dal vivo da una band con cui propone alcuni brani tratti da questi due dischi. "Gli amori finiti" venne presentata nel corso della serata finale dell'edizione 1978 di Festivalbar
La versione in CD, stampata in pochissime copie dalla Fonit Cetra nel 1989 (CMD 2046), contiene i brani di entrambi gli album. Quasi tutte le copie in circolazione mostrano segni di ossidazione del supporto che disturba l'ascolto delle ultime 4 tracce.
Tuttavia, nel 2022 l'album è stato ristampato assieme alla controparte "Io Fuori" dalla NAR International, con una traccia extra.

## Tracce
1. Gli amori finiti - 4:08 - (G. D'Adamo - Sergio Bardotti - Gianni Belleno - Ricky Belloni - Vittorio De Scalzi)
2. Va la mente va - 3:27 - (G. D'Adamo - Sergio Bardotti - Gianni Belleno - Ricky Belloni - Vittorio De Scalzi)
3. Lo specchio - 3:17 - (Testo di Alessandro Masuero - G. D'Adamo - Gianni Belleno; musica di Sergio Bardotti - Ricky Belloni - Vittorio De Scalzi)
4. Tatuaggio - 3:35 - (Sergio Bardotti - Chico Buarque)
5. Quale allegria - 3:58 - (Lucio Dalla)
6. Se ci sarà domani - 3:54 - (Testo di Ezio Picciotta - Sergio Bardotti; musica di Dario Farina)
7. Caro dolce bambino - 4:45 - (Testo di Ezio Picciotta - Sergio Bardotti; musica di Dario Farina)
8. Occhi negli occhi  (Olhos nos olhos) - 3:03 - (Sergio Bardotti - Chico Buarque de Hollanda)
9. Angela e angela - 3:37 - (Testo di G. D'Adamo - Gianni Belleno; musica di Sergio Bardotti - Ricky Belloni - Vittorio De Scalzi)
10. Tutti vanno via - 3:18 - (Testo di G. D'Adamo - Gianni Belleno; musica di Sergio Bardotti - Ricky Belloni - Vittorio De Scalzi)

## Formazione
- Ornella Vanoni – voce
- Vittorio De Scalzi – tastiera, cori, basso, armonica
- Ricky Belloni – chitarra, cori
- Giorgio D'Adamo – basso, cori
- Gianni Belleno – batteria
- Toto Torquati – tastiera, pianoforte
- Nico Di Palo – cori